# Chơi game trên đám mây
Cloud gaming (Chơi gaming trên đám mây), đôi khi được gọi là gaming on demand (chơi game theo yêu cầu) hoặc game streaming (phát trực tuyến game), là một loại hình chơi game trực tuyến chạy các trò chơi điện tử trên các máy chủ từ xa và phát trực tuyến đầu ra của trò chơi (video, âm thanh, v.v.) trực tiếp đến thiết bị của người dùng, hoặc nói một cách đơn giản hơn, là chơi game từ xa thông qua đám mây. Điều này khác biệt so với phương thức chơi game truyền thống, nơi trò chơi được chạy cục bộ trên máy chơi game console, máy tính cá nhân hoặc thiết bị di động của người dùng.

## Bối cảnh
Các nền tảng cloud gaming hoạt động theo cách tương tự như máy tính từ xa và dịch vụ video theo yêu cầu, trò chơi được lưu trữ và thực thi từ xa trên phần cứng chuyên dụng của nhà cung cấp và phát trực tuyến dưới dạng video đến thiết bị của người chơi thông qua phần mềm khách. Phần mềm khách xử lý các đầu vào của người chơi, sau đó gửi chúng trở lại máy chủ để thực thi trong trò chơi. Một số dịch vụ cloud gaming dựa trên quyền truy cập vào môi trường ảo hóa Windows, cho phép người dùng tải xuống và cài đặt trò chơi cũng như phần mềm giống như họ thường làm trên máy tính cục bộ.
Cloud gaming có thể mang lại nhiều lợi ích vì nó loại bỏ nhu cầu phải mua phần cứng máy tính đắt tiền hoặc cài đặt trò chơi trực tiếp lên hệ thống game cục bộ. Cloud gaming có thể được triển khai trên nhiều loại thiết bị tính toán, bao gồm thiết bị di động như điện thoại thông minh và máy tính bảng, trình phát phương tiện kỹ thuật số, hoặc các thiết bị kiểu máy khách mỏng độc quyền. Một số dịch vụ có thể cung cấp thêm các tính năng để tận dụng mô hình này, chẳng hạn như khả năng cho người xem tham gia vào phiên chơi của một người chơi và tạm thời kiểm soát trò chơi.
Do phụ thuộc vào video streaming chất lượng cao, các dịch vụ cloud gaming thường yêu cầu kết nối internet tốc độ cao, ổn định với độ trễ thấp. Ngay cả khi đã có kết nối tốc độ cao, tình trạng tắc nghẽn lưu lượng và các vấn đề khác ảnh hưởng đến độ trễ mạng vẫn có thể tác động đến hiệu suất của cloud gaming, và khả năng sử dụng dịch vụ thường xuyên cũng có thể bị giới hạn bởi các giới hạn dữ liệu mà một số nhà cung cấp dịch vụ internet áp đặt.
Hơn nữa, chi phí của cloud gaming chuyển từ việc phân phối truyền thống thông qua các cửa hàng bán lẻ và nền tảng kỹ thuật số sang các máy chủ dữ liệu vận hành dịch vụ cloud gaming. Các cấu trúc chi phí mới là cần thiết để bù đắp những chi phí vận hành này so với việc phân phối truyền thống.

## Các yếu tố cơ sở hạ tầng
Cloud gaming đòi hỏi cơ sở hạ tầng đáng kể để các dịch vụ hoạt động như mong muốn, bao gồm các trung tâm dữ liệu và cụm máy chủ để chạy trò chơi, cũng như kết nối internet băng thông rộng với độ trễ thấp để truyền phát luồng đến người dùng. Cơ sở hạ tầng mạng cần thiết để làm cho cloud gaming khả thi trong nhiều năm không có sẵn ở hầu hết các khu vực địa lý hoặc không thể tiếp cận đối với thị trường tiêu dùng.
Một yếu tố chính trong chất lượng của dịch vụ cloud gaming là độ trễ, vì khoảng thời gian trễ giữa đầu vào của người dùng và khi chúng có hiệu lực có thể ảnh hưởng đến lối chơi — đặc biệt trong các trò chơi nhịp độ nhanh phụ thuộc vào đầu vào chính xác (như game bắn súng góc nhìn thứ nhất và game đối kháng). Các nỗ lực giảm độ trễ bao gồm việc sử dụng bộ nhớ đệm, vì dữ liệu được lưu trữ cục bộ "có thể được lưu trữ và truy xuất khi cần".
Phần cứng chuyên dụng của nhà cung cấp có thể được nâng cấp theo thời gian để hỗ trợ độ phân giải cao hơn và tốc độ khung hình tốt hơn cho việc hiển thị và phát luồng. Chất lượng Trải nghiệm (QoE) đo lường mức độ hài lòng tổng thể của người dùng cũng cần được xem xét trong giai đoạn phát triển của cloud gaming.

## Lịch sử

### Những nỗ lực ban đầu
Cách tiếp cận công nghệ cloud gaming đầu tiên được trình diễn bởi startup G-cluster (viết tắt của Game Cluster), công ty đã giới thiệu sản phẩm của mình tại E3 năm 2000 và ra mắt vào khoảng năm 2003. Trong mô hình ban đầu của họ vào khoảng năm 2005, G-cluster cung cấp các trò chơi PC chạy trên máy chủ của họ, sử dụng các nhà cung cấp dịch vụ video theo yêu cầu, nhà sản xuất set-top box và nhà cung cấp phần mềm trung gian để giúp cung cấp dịch vụ của họ cho các nhà điều hành mạng, sau đó cung cấp các trò chơi thông qua các cổng doanh nghiệp tới người dùng cuối cùng. Đến năm 2010, do những thay đổi trên thị trường, G-cluster đã thay đổi mô hình của mình để làm việc thông qua một nhà sản xuất máy chủ lớn nhằm cung cấp trò chơi của họ cho các nhà điều hành mạng và trực tiếp đến người dùng. Sự thay đổi này là cần thiết do sự gia tăng của các trò chơi miễn phí dành cho máy tính cá nhân, khiến người dùng rời xa dịch vụ của G-cluster, nên G-cluster quyết định tập trung vào người dùng Truyền hình giao thức Internet (IPTV), với mục tiêu tiềm năng khoảng ba triệu người dùng vào năm 2010. Nhà cung cấp viễn thông Pháp SFR đã ra mắt dịch vụ chơi game G-cluster vào năm 2010 cho người dùng cuối  và Orange đã làm theo vào năm 2012, cung cấp dịch vụ chơi game cho khách hàng của mình. Cả hai dịch vụ này đều đã hoạt động thương mại từ đó đến nay, cung cấp cloud gaming cho khách hàng trên TV và di động.
Vào đầu năm 2003, một nỗ lực khác được công bố bởi công ty Mỹ Infinium Labs, với mục tiêu cách mạng hóa thị trường giải trí tại gia bằng console trò chơi video Phantom, một thiết bị được kỳ vọng có khả năng cung cấp dịch vụ phân phối trò chơi video theo yêu cầu thông qua đăng ký trực tuyến hàng tháng. Phantom được thiết kế để chạy các trò chơi PC, giúp nó tương thích với hàng trăm tựa game ngay từ đầu, và dự kiến sẽ được bán với giá thấp hơn nhiều so với các dàn máy chơi game PC cao cấp. Một nguyên mẫu hoạt động đã được trình diễn lần đầu tiên tại E3 2004, chạy Unreal Tournament 2004, và sau đó lại tại QuakeCon, nơi nó được chứng minh là có thể vận hành hoàn hảo Quake 3 Arena trên một máy chủ chuyên dụng. Sau vài năm gặp trở ngại, công ty phá sản vào năm 2008, với console Phantom chưa bao giờ được phát hành chính thức ra thị trường, trở thành một trong những [[phần mềm hơi nước (vaporware)] phổ biến nhất thời gian gần đây.
Nhà phát triển trò chơi video Crytek bắt đầu nghiên cứu về hệ thống cloud gaming vào năm 2005 cho trò chơi Crysis, nhưng theo CEO Cevat Yerli, họ đã ngừng phát triển vào năm 2007 để chờ đợi cơ sở hạ tầng và các nhà cung cấp Internet cáp có thể hoàn thành nhiệm vụ cũng như chi phí băng thông giảm xuống.

### OnLive và Gaikai
Doanh nhân Steve Perlman đã tiết lộ OnLive tại Hội nghị Phát triển Trò chơi (Game Developers Conference) vào tháng 3 năm 2009. Perlman cho biết rằng với sự cải tiến trong dữ liệu và nén video cũng như khả năng của điện thoại thông minh, tiềm năng cho cloud gaming hiện đã chín muồi. OnLive được ra mắt chính thức vào tháng 6 năm 2010, cùng với việc bán microconsole OnLive. Mặc dù OnLive đã nhận được sự hỗ trợ từ một số nhà phát hành lớn như Ubisoft, 2K Games và THQ, họ gặp khó khăn trong việc thu hút các nhà phát hành khác tham gia vì lo ngại về mô hình giá đăng ký.
Song song với OnLive, một startup khác là Gaikai được công bố bởi David Perry vào năm 2010. Thay vì tập trung vào việc truyền phát toàn bộ trò chơi, Gaikai chọn cách tiếp cận truyền phát các bản demo game, biến dịch vụ này thành một hình thức quảng cáo trực tuyến cho các trò chơi. Gaikai nhận được sự hỗ trợ từ nhiều nhà phát hành hơn, bao gồm cả Electronic Arts, một đối tác mà OnLive đã cố gắng thu hút trở lại dịch vụ của mình. Vào tháng 7 năm 2012, Gaikai được Sony Computer Entertainment mua lại với giá 340 triệu đô la Mỹ, và đến tháng 10 năm 2012, họ bắt đầu cung cấp các trò chơi của PlayStation. Cuối cùng, công nghệ đằng sau Gaikai trở thành nền tảng cho PlayStation Now, được giới thiệu lần đầu tiên vào năm 2014.
OnLive chưa bao giờ đạt được lợi nhuận, và sau khi một thỏa thuận mua lại tiềm năng với HP Inc. thất bại, tài sản của OnLive đã được một thực thể mới thành lập có tên "OL2" mua lại, vốn được Gary Lauder của Lauder Partners tài trợ vào năm 2012 với số tiền 4,8 triệu đô la Mỹ, chỉ bằng một phần nhỏ giá trị định giá của OnLive vào năm 2010. Một cuộc sa thải hàng loạt (2/3 nhân viên) đã được tiến hành để giảm chi phí hoạt động. Dưới sự lãnh đạo của Lauder Partners, OL2 mới đã cố gắng chuyển đổi mô hình kinh doanh để cho phép truyền phát các trò chơi mà người dùng đã sở hữu, nhưng điều này cũng không mang lại lợi nhuận. Tài sản sở hữu trí tuệ của OnLive và OL2 đã được Sony Computer Entertainment mua lại vào tháng 4 năm 2015, nhưng sau đó Sony đã đóng cửa dịch vụ này khoảng một tháng sau đó. Theo The Verge, việc mua lại sở hữu trí tuệ của cả Gaikai và OnLive đã giúp Sony tiếp cận được một loạt bằng sáng chế liên quan đến cloud gaming.

### Những tiến bộ sau đó và sự áp dụng trong ngành
Nvidia lần đầu tiên công bố dịch vụ cloud gaming của mình, Nvidia Grid (sau này được đổi thương hiệu thành GeForce Now), là sự kết hợp giữa phần cứng sử dụng đơn vị xử lý đồ họa của họ và phần mềm vào tháng 5 năm 2012, ban đầu dự định hợp tác với Gaikai để cung cấp các trò chơi trên dịch vụ này. Ubitus GameCloud cũng được giới thiệu cùng lúc với Nvidia Grid. GameCloud được thiết kế như một dịch vụ white-label dựa trên Nvidia Grid mà các nhà cung cấp khác có thể sử dụng để cung cấp dịch vụ truyền phát trò chơi cho khách hàng của họ.
Grid được chính thức giới thiệu như một phần của thiết bị Android TV Nvidia Shield tại Triển lãm Điện tử Tiêu dùng Quốc tế 2013. Grid/GeForce Now ra mắt với các dịch vụ được cung cấp bởi một số đối tác cloud gaming, bao gồm Agawi, Cloudunion, Cyber Cloud, G-cluster, Playcast và Ubitus. Dịch vụ Grid được ra mắt lần đầu tiên tại Bắc Mỹ vào tháng 11 năm 2014, nơi một số lượng hạn chế các trò chơi được cung cấp, và sau đó mở rộng sang máy tính vào năm 2017, bao gồm hỗ trợ nhập thư viện trò chơi của người dùng từ Steam và Epic Games Store để chạy trên phiên bản từ xa. Mô hình nhập thư viện này đã bị các nhà phát hành như Activision Blizzard và Bethesda Softworks chỉ trích, vì các giao dịch mua chỉ dành riêng cho máy tính cá nhân chứ không phải thông qua cloud gaming. Các nhà phát hành đã buộc Nvidia phải loại bỏ những trò chơi này khỏi dịch vụ của họ.
Vào năm 2014, Dragon Quest X đã được phát hành trên Nintendo 3DS tại Nhật Bản sử dụng công nghệ truyền phát từ Ubitus.
Vào năm 2017, một startup Pháp Blade đã ra mắt dịch vụ có tên Shadow, nơi người dùng có thể thuê một phiên bản Windows 10 từ xa trong trung tâm dữ liệu, trong đó quyền truy cập được phân bổ vào bộ xử lý Intel Xeon và đồ họa Nvidia Quadro. Dịch vụ này bị giới hạn địa lý dựa trên khoảng cách đến một trong các trung tâm dữ liệu của nó, ban đầu nó ra mắt tại Pháp nhưng bắt đầu mở rộng sang Hoa Kỳ vào năm 2019.
Vào tháng 5 năm 2018, Electronic Arts đã mua lại tài sản và nhân sự về cloud gaming từ GameFly với số tiền không được tiết lộ. Sau đó, EA công bố "Project Atlas", một dự án nhằm khám phá việc tích hợp trí tuệ nhân tạo, học máy, và công nghệ công cụ Frostbite để tạo ra một nền tảng "thống nhất" nhằm "xử lý và truyền phát từ xa các trò chơi bom tấn, nhiều người chơi ở độ phân giải HD với độ trễ thấp nhất có thể, đồng thời mở khóa thêm nhiều khả năng cho tương tác xã hội động và chơi đa nền tảng." Trong cùng tháng, Google và Microsoft cũng công bố các sáng kiến về cloud gaming, trong đó Google bắt đầu thử nghiệm "Project Stream" (bao gồm một bản beta kín, ở đó Assassin's Creed Odyssey chạy qua một ứng dụng khách trong trình duyệt web Google Chrome và Microsoft công bố Project xCloud sắp ra mắt, nó tận dụng công nghệ Microsoft Azure.
Tại Hội nghị Phát triển Trò chơi năm 2019, Google đã chính thức công bố dịch vụ cloud gaming của mình, Stadia, và chính thức ra mắt vào ngày 19 tháng 11 cùng năm. Vào tháng 5, Sony đã công bố một thỏa thuận hợp tác với Microsoft để đồng phát triển các giải pháp đám mây giữa các bộ phận, bao gồm lĩnh vực trò chơi điện tử.
Apple Inc., công ty phát triển nền tảng iOS cho iPhone và iPad, đã có kế hoạch chặn các ứng dụng cloud gaming trên dịch vụ của mình vào giữa năm 2020. Họ lập luận rằng các dịch vụ cloud gaming cho phép nhà phát triển thêm trò chơi vào hệ thống iOS mà bỏ qua các kiểm tra thông thường mà Apple thực hiện trước khi ứng dụng được đưa lên App Store, do đó vi phạm điều khoản dịch vụ của họ. Tuy nhiên, vào tháng 9 năm 2020, Apple đã thay đổi quy định, cho phép các ứng dụng cloud gaming hoạt động trên iOS, với điều kiện mỗi trò chơi phải được cung cấp dưới dạng tải xuống riêng lẻ trên cửa hàng iOS mà người dùng phải sử dụng trước khi chơi, mặc dù các ứng dụng danh mục trong dịch vụ có thể liệt kê và liên kết đến những trò chơi này. Cả GeForce Now và Stadia đều công bố kế hoạch vào tháng 11 năm 2020 để phát hành phiên bản iOS của dịch vụ truyền phát của họ dưới dạng các ứng dụng web tiến bộ (progressive web application) chạy qua trình duyệt Chrome hoặc Safari trên thiết bị iOS, như được Apple cho phép, để hỗ trợ cloud gaming. Microsoft cũng đã công bố kế hoạch sử dụng cách tiếp cận tương tự để mang công nghệ truyền phát xCloud đến iOS thông qua trình duyệt vào đầu năm 2021.
Amazon đã giới thiệu dịch vụ cloud gaming của riêng mình, Luna, vào tháng 9 năm 2020. Các trò chơi trên dịch vụ này sẽ được cung cấp thông qua dịch vụ đăng ký theo kiểu kênh, với các trò chơi của Amazon và của Ubisoft có sẵn tại thời điểm ra mắt dịch vụ.
Nintendo hiện có các trò chơi trên Nintendo Switch chủ yếu chạy trên nền tảng cloud gaming như Control, Hitman 3, Marvel's Guardians of the Galaxy và loạt trò chơi Kingdom Hearts, sử dụng Ubitus.

## Tương lai

### Chia sẻ tài nguyên GPU
Một phương pháp được đề xuất để cải thiện khả năng mở rộng của game streaming là lập lịch tài nguyên đơn vị xử lý đồ họa (GPU) thích ứng. Hầu hết các nhà cung cấp cloud gaming hiện đang sử dụng GPU chuyên dụng cho mỗi người chơi một trò chơi. Điều này mang lại hiệu suất tốt nhất nhưng có thể gây lãng phí tài nguyên. Với các thuật toán lập lịch tài nguyên GPU tốt hơn, nếu trò chơi không sử dụng hết GPU đó, nó có thể được dùng để hỗ trợ chạy trò chơi của người khác đồng thời. Trước đây, “ảo hóa GPU không được sử dụng do hiệu suất kém của thuật toán lập lịch tài nguyên”. Tuy nhiên, các thuật toán quản lý tài nguyên mới đã được phát triển, cho phép tận dụng tới 90% công suất ban đầu của GPU ngay cả khi chia sẻ giữa nhiều người dùng.

### Dự đoán đầu vào
Các thuật toán có thể được sử dụng để dự đoán các đầu vào tiếp theo của người chơi, điều này có thể khắc phục tác động của độ trễ trong các ứng dụng cloud gaming. Majd Bakar, trưởng bộ phận kỹ thuật của Stadia, đã dự đoán khả năng trong tương lai sử dụng khái niệm như vậy để "[giảm] độ trễ đến mức cơ bản không tồn tại", ông gọi khái niệm này là "độ trễ âm".